# Nevenka Urbanova
Nevenka Urbanova, serb. Невенка Урбанова (ur. 28 marca 1909 w Starim Bečeju, zm. 7 stycznia 2007 w Belgradzie) – serbska aktorka teatralna i filmowa.

## Życiorys
Po ukończeniu szkoły aktorskiej, w 1925 została przyjęta do Teatru Narodowego w Belgradzie na etat aktorki dramatycznej. Na scenie narodowej występowała do roku 1959, zagrała ponad 150 ról. Ostatni raz pojawiła się na scenie 21 kwietnia 1965 na deskach Jugosłowiańskiego Teatru Dramatycznego, w prapremierze dramatu Tango Sławomira Mrożka. 
W 1926 zadebiutowała na dużym ekranie - zagrała w filmie Sve radi osmaha. Wystąpiła w pięciu filmach fabularnych.
W 1994 otwierała uroczyste obchody 125-lecia Teatru Narodowego. W ostatnich latach swojego życia pisała pamiętniki. Ich pierwszy tom (Svici koji slovima svetle), ukazał się w 2000, a kolejny w roku 2006 nakładem Teatru Narodowego w Belgradzie. Zmarła 7 stycznia 2007 w Belgradzie, będąc w chwili śmierci najstarszą żyjącą serbską aktorką. Zgodnie z jej życzeniem wiadomość o jej śmierci najbliższa rodzina przekazała prasie trzy dni po śmierci i po pogrzebie, który odbył się na Nowym Cmentarzu w Belgradzie.

## Nagrody i wyróżnienia
Urbanova została wyróżniona nagrodą państwową za rolę Riny w sztuce Branislava Nušicia Pokojnik. W 1964 zdobyła pierwszą nagrodę na Festiwalu Radia i Telewizji w Lublanie za monodram "Lipton tea". W 1984 została wyróżniona prestiżową nagrodą aktorską Pierścień Dobricy.

## Życie prywatne
Była mężatką (mąż Dušan Jovanović był rzeźbiarzem i bratankiem malarza Paji Jovanovicia).

## Role filmowe (wybór)
- 1926: Sve radi osmaha
- 1928: Da sam ranije znala
- 1948: Sofka
- 1961: Szczęście w teczce
- 1962: Serca trzech dziewcząt